# 加扎帝国

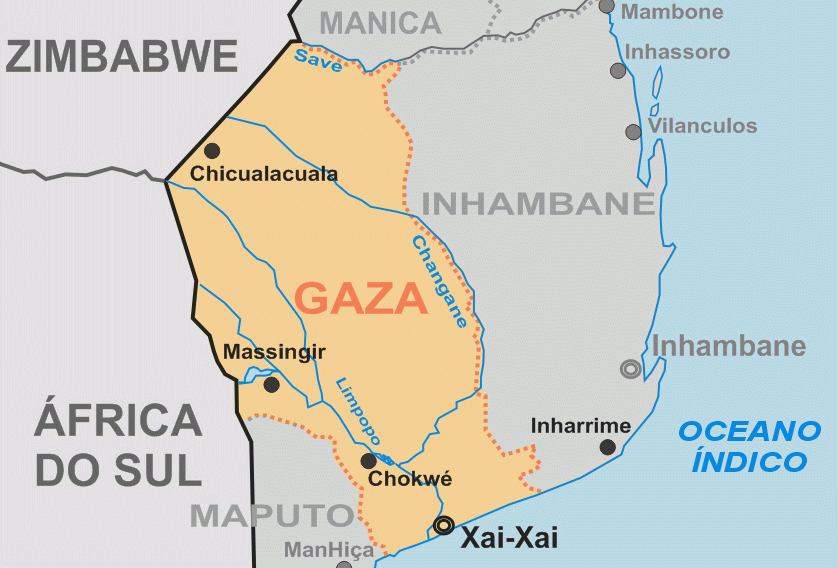
一张描绘现代加扎省的地图，该省的范围与加扎帝国大致相同。

加扎帝国（1824年—1895年）是非洲历史上的一个帝国，位于今莫桑比克南部和津巴布韦东南部一带，创始人是索尚加内。1860年代，加扎帝国发展到鼎盛，统治范围涵盖赞比西河与林波波河之间的整个莫桑比克地区，被称为“加扎兰”。